# Frankie Frisch
Frank Francis Frisch (ur. 9 września 1898, zm. 12 marca 1974) – amerykański baseballista, który występował na pozycji drugobazowego przez 19 sezonów w Major League Baseball.
Frisch studiował na Fordham University, gdzie w latach 1917–1919 grał w drużynie uniwersyteckiej Fordham Rams. 14 czerwca 1919 podpisał kontrakt jako wolny agent z New York Giants, w którym zadebiutował trzy dni później w meczu przeciwko Chicago Cubs jako pinch hitter. W sezonie 1921 skradł najwięcej baz w National League (49) i wystąpił we wszystkich meczach World Series, w których Giants pokonali New York Yankees 5–3 (grano wówczas w systemie best-of-nine). Rok później Giants zdobyli mistrzowski tytuł po raz drugi z rzędu po pokonaniu ponownie New York Yankees 4–0.
W grudniu 1926 wraz z Jimmym Ringiem został oddany do St. Louis Cardinals za Rogersa Hornsby'ego. W 1931 został wybrany MVP National League i po raz trzeci w karierze zwyciężył w World Series, zaś dwa lata później wystąpił w zorganizowanym po raz pierwszy Meczu Gwiazd. W 1937 zakończył karierę.
W późniejszym okresie był między innymi menadżerem St. Louis Cardinals (w latach 1933–1937 był grającym menadżerem tego zespołu), Pittsburgh Pirates i Chicago Cubs. W 1947 został wybrany do Galerii Sław Baseballu. Zmarł 12 marca 1974 w wyniku obrażeń jakich doznał w wypadku samochodowym w Elkton w stanie Maryland.
| Nagroda/wyróżnienie         | Lata                   | Źródło                   |
| MVP National League         | 1931                   | [ 7 ]                    |
| 3× All-Star                 | 1933, 1934, 1935       | [ 3 ]                    |
| 4× zwycięzca w World Series | 1921, 1922, 1931, 1934 | [ 5 ] [ 6 ] [ 8 ] [ 12 ] |
| Baseball Hall of Fame       | od 1947                | [ 11 ]                   |